# 天主教库包教区
天主教库包教区 （拉丁語：Dioecesis Cubaoensis）是菲律賓一個羅馬天主教教區，屬天主教马尼拉总教区。轄區包括奎松市的一部分。
2006年有教友1,142,044人、42個堂區、548名司鐸。現任教區主教為赫內斯托‧翁蒂奧科。2003年6月28日升為教區。